# ثورة
في العلوم السياسية، الثورة (من اللاتينية: revolutio، وتعني "التحول") هي تحول سريع وجوهري لدولة ما أو طبقتها أو هياكلها العرقية أو الدينية. تنطوي الثورة على محاولة تغيير الأنظمة السياسية، والتعبئة الجماهيرية الكبيرة، وبذل الجهود لفرض التغيير من خلال وسائل غير مؤسسية (كالمظاهرات الحاشدة، أو الاحتجاجات، أو الإضرابات، أو العنف). الثورة هي الخروج عن الوضع الراهن وتغييره باندفاع يحركه عدم الرضا أو التطلع إلى الأفضل أو حتى الغضب.
حدثت الثورات عبر تاريخ البشرية باختلافات واسعة في الأساليب والنتائج والمدة والأيديولوجيات المحفزة. قد تبدأ الثورات بالتمرد في المناطق الحضرية وانهيار النظام أو قد تبدأ في المناطق الطرفية من خلال حرب العصابات أو ثورات الفلاحين. قد تصبح الأنظمة عرضة للثورات بسبب الهزائم العسكرية، والإهانات التي تتعرض لها الكبرياء والهوية الوطنية، والقمع والفساد. وقد تؤدي الثورات إلى ظهور ثورات مضادة تسعى إلى منع الثورة أو عكس مسار ثورة مستمرة أو ناجحة.
قد ينشر النظام الدولي أيديولوجيات ونماذج الحكم، مثل القومية وتقرير المصير والجمهورية والليبرالية والديمقراطية والفاشية والاشتراكية، التي تلهم الثورات.
تشمل الثورات البارزة في القرون الأخيرة الحرب الثورية الأمريكية (1775-1783)، والثورة الفرنسية (1789-1799)، والثورة الهايتية (1791-1804)، وحروب الاستقلال الأمريكية الإسبانية (1808-1826)، والثورات الأوروبية في القرن العشرين (1848)، الثورة المكسيكية (1910-1920)، الثورة الروسية عام 1917، الثورة الصينية في الأربعينيات، إنهاء الاستعمار في أفريقيا، الثورة الكوبية عام 1959، الثورة الإيرانية عام 1979، والثورات الأوروبية عام 1989.
وصف الفيلسوف الإغريقي أرسطو شكلين من الثورات في سياقات سياسية: التغيير الكامل من دستور لآخر أو التعديل على دستور موجود. تدرس الثورة على أنها ظاهرة اجتماعية تقوم بها فئة أو جماعة ما هدفها التغيير (لا تشترط سرعة التغيير) وفقا لأيدولوجية هذه الفئة أو الجماعة، ولا ترتبط بشرعية قانونية، كما تعبر عن انتقال السلطة من الطبقة الحاكمة إلى طبقة الثوار.

## التعريف التقليدي للثورة
التعريف التقليدي القديم الذي وضع مع انطلاق الشرارة الأولى للثورة الفرنسية وهو قيام الشعب بقيادة نخب وطلائع من مثقفيه لتغيير نظام الحكم بالقوة. وقد طور الماركسيون هذا المفهوم بتعريفهم للنخب والطلائع المثقفة بطبقة قيادات العمال التي اسماهم البروليتاريا.

## التعريف المعاصر للثورة
في معجم اللغة العربية المعاصرة الثورة في معناها السياسي هي: «اندفاع عنيف من جماهير الشعب نحو تغيير الأوضاع السياسية والاجتماعية تغييرا أساسيا».
كما عرف القاموس السياسي الثورة على أنها «عمل من أعمال العنف يتخذ صورة نضال مسلح يقوم به جانب من الشعب في وجه حكومتهم خروجا على قوانينها مما يعرقل ممارستها لسيادتها... وإذا امتد هذا النزاع المسلح واتسع مداه حتى أصبحت قوات الطرفين متكافئة نوعا ما تحولت الثورة إلى ما يعرف بالحرب الأهلية».
والتعريف أو الفهم المعاصر والأكثر حداثةً للثورة هو التغيير الكامل لجميع المؤسسات والسلطات الحكومية في النظام السابق لتحقيق طموحات التغيير لنظام سياسي نزيه وعادل ويوفر الحقوق الكاملة والحرية والنهضة للمجتمع. والمفهوم الدارج أو الشعبي للثورة فهو الانتفاض ضد الحكم الظالم. وقد تكون الثورة شعبية مثل الثورة الفرنسية عام 1789 وثورات أوروبا الشرقية عام 1989، أو عسكرية وهي التي تسمى انقلابا مثل الانقلابات التي سادت أمريكا اللاتينية في حقبتي الخمسينيات الستينات من القرن العشرين، أو حركة مقاومة ضد مستعمر مثل ثورة التحرير الجزائرية (1954-1962).
أما الانقلاب العسكري فهو قيام أحد العسكريين بالوثوب للسلطة من خلال قلب نظام الحكم، بغية الاستئثار بالسلطة والحصول على مكاسب شخصية من كرسي الحكم.
كما قد تعني الثورة في معنى آخر التطور البليغ أو كما هو متعارف عليه في مجال التكنولوجيا والعلوم التطبيقية حيث يستخدم مصطلح (ثورة) في الإشارة إلى ثورة المعلومات والتكنولوجيا.

## الثورة في التاريخ السياسي
الثورة ظاهرة مهمة جدآ في التاريخ السياسي. الثورة هي حركة سياسية في البلد حيث يحاول الشعب إخراج السلطة الحاكمة. تستخدم هذه المجموعات الثورية العنف في محاولة إسقاط حكوماتها. يؤسس الشعب حكومة جديدة في البلد بعد إسقاط الحكومة السابقة. ويسمى هذا التغيير في نظام الحكومة (أو في القادة الحاكمة) ”الثورة“ لأنه يصبح إلى السلطة الحاكمة الجديدة.
في الثورات أحيانا، يتعرض الجيش ضد السلطة الحاكمة، وبعد ذلك يأسس حكومة استبدادية عسكرية في البلد. وفي الحقيقة تبدأ كثير من الثورات بتحرك الشعب ولكن تنتهي في دكتاتوريات عسكرية. انتهت معظم الثورات في أمريكا اللاتينية بحكومات عسكرية مثلا.
نرى في التاريخ أن الثورة حادث سياسي خطير. معظم الثورات في التاريخ السياسي عنيفة. وكثير من الثورات أصبحت حروب ثورية ومات فيها كثير من الأبرياء.
والثورة هي مجموعة من التغيرات الاقتصادية والاجتماعية والثقافية تؤدي إلى تغيير جذري شامل في المجتمع.

## أنواعها
ثمة العديد من الأنواع المختلفة للثورات في العلوم الاجتماعية والأدب.
فرَّق ألكسيس دو توكفيل بين:
- الثورة السياسية، الثورات المفاجئة والعنيفة التي لا تسعى فقط إلى إقامة نظام سياسي جديد بل إلى تغيير مجتمع بأكمله؛
- وتحولات بطيئة لكنها شاملة للمجتمع والتي تستغرق عدة أجيال لإحداثها (مثل التغيرات في الدين).[10]

واحد من عدة نماذج ماركسية مختلفة يقسم الثورات إلى:
- ما قبل الرأسمالية
- البرجوازية المبكرة
- البرجوازية
- البرجوازية الديمقراطية
- البروليتاريا المبكرة
- الاشتراكية

يفرّق عالم الثورات المعاصر، تشارلز تيلي، بين:
- الانقلاب (الاستيلاء على السلطة)
- الحرب الأهلية
- التمرد

«الثورة العظيمة» (وهي الثورة التي تغير الهياكل الاقتصادية والاجتماعية وكذلك المؤسسات السياسية مثل: الثورة الفرنسية والثورة الروسية والثورة الإيرانية).
يحدّد مارك كاتز ستة أشكال للثورة:
- ثورة ريفية
- ثورة حضرية
- الانقلاب، مثل مصر عام 1952
- ثورة إلى الأمام، مثل القفزة العظيمة للأمام عام 1958
- ثورة خارجية، مثل غزوة الحلفاء لإيطاليا عام 1944 وألمانيا عام 1945
- ثورة بالتناضح، مثل الأسلمة التدريجية لعدة دول

لا تعدّ هذه التصنيفات مترابطة بشكل أساسي؛ إذ بدأت الثورة الروسية عام 1927 بالثورة الحضرية لإسقاط القيصر ثم أتت الثورة الريفية تلتها الثورة البلشفية في نوفمبر. صنَّف كاتز الثورات على النحو الآتي:
- مركزية؛ الدول، عادةً القوة العالمية التي تلعب دورًا أساسيًا في الموجة الثورية؛ على سبيل المثال الاتحاد السوفيتي وألمانيا النازية وإيران منذ عام [15] 1979
- الثورات الطموحة التي أعقبت الثورة المركزية
- الثورات التابعة أو العمياء
- الثورات المتنافسة، مثل يوغسلافيا الشيوعية والصين بعد عام 1969

أما من ناحية أخرى، يصنّف كاتز الثورات إما ضد (الملكية والديكتاتورية ومعاداة الشيوعية ومعاداة الديمقراطية) أو مع (الفاشية والشيوعية والقويمة وإلخ). في الحالات الأخيرة، غالبًا ما تكون الفترة الانتقالية ضرورية لاتخاذ قرار بشأن الاتجاه المقرر.
من بين أنواع الثورة الأخرى، التي أنشئت من أجل أنماط مختلفة، الثورات الاجتماعية؛ وثورة البروليتاريا أو الثورة الاشتراكية (المستوحاة من أفكار الماركسية التي تهدف إلى استبدال الرأسمالية بالشيوعية)؛ والثورات الفاشلة أو التي تؤدي إلى الفشل (الثورات التي تفشل في تأمين السلطة بعد الانتصارات المؤقتة أو التعبئة على نطاق واسع)؛ أو الثورات العنيفة ضد الثورات السلمية.
استُخدم مصطلح الثورة أيضًا للدلالة على التغيرات الكبيرة خارج المجال السياسي. ومن المسلم به عادة أن مثل هذه الثورات تُعتبر تحولات جذرية في المجتمع والثقافة والفلسفة والتكنولوجيا أكثر منها في الأنظمة السياسية؛ وغالبًا ما تُعرف بالثورات الاجتماعية. يمكن أن يكون بعضها عالميًا، بينما يقتصر بعضها الآخر على بلدان معينة. واحدة من الأمثلة الكلاسيكية على استخدام كلمة الثورة في هذا السياق هي الثورة الصناعية أو الثورة العلمية أو الثورة التجارية. من الملاحظ أن مثل هذه الثورات تناسب أيضًا مع تعريف «الثورة البطيئة» الذي وضعه توكفيل. مثال مشابه أيضًا هو الثورة الرقمية.

## أهم الثورات عبر التاريخ
- الثورة الإنجليزية عام1689 م عرفت بالثورة المجيدة.
- الثورة الأمريكية عام 1775م.
- الثورة الفرنسية عام 1789 استمرت 10 سنوات وانتهت عام 1799 م.
- الثورة المهدية بالسودان 1881-1889م.
- الثورة العربية الكبرى عام 1916م.
- الثورة البلشفية (ثورة أكتوبر) في روسيا عام 1917م.
- ثورة 1919 في مصر.
- ثورة العشرين في العراق 1920م.
- الثورة السورية الكبرى من 1925 حتى 1927م.
- الثورة الفلسطينية الكبرى 1936-1939م.
- الثورة الكوبية 1959م.
- ثورة التحرير الجزائرية عام 1954 حتى 1962م.
- الثورة الإيرانية عام 1979م.
- الحرب الأهلية الجزائرية أو العشرية السوداء في الجزائر 1992-2002
- الثورة التونسية عام 2011 م.
- ثورة 25 يناير في مصر عام 2011م.
- ثورة 17 فبراير(الحرب الأهلية الليبية) في ليبيا عام 2011 م.
- الحرب الأهلية السورية 2011 م ضد نظام الحكم.
- ثورة ديسمبر السودانية 2018 -2019.
- تظاهرات تشرين العراقية 2019 - 2020